# Iglesia de San Francisco (Riga)
La Iglesia de San Francisco (en letón: Svētā Franciska Romas katoļu baznīca) es una iglesia católica en la ciudad de Riga, la capital del país europeo de Letonia. La iglesia está situada en la Calle 16 Katoļu en el barrio Forštate Maskavas. El edificio fue consagrado en 1892 por Franciszek Albin Symon, el obispo auxiliar de Mohilev.

## Referencias

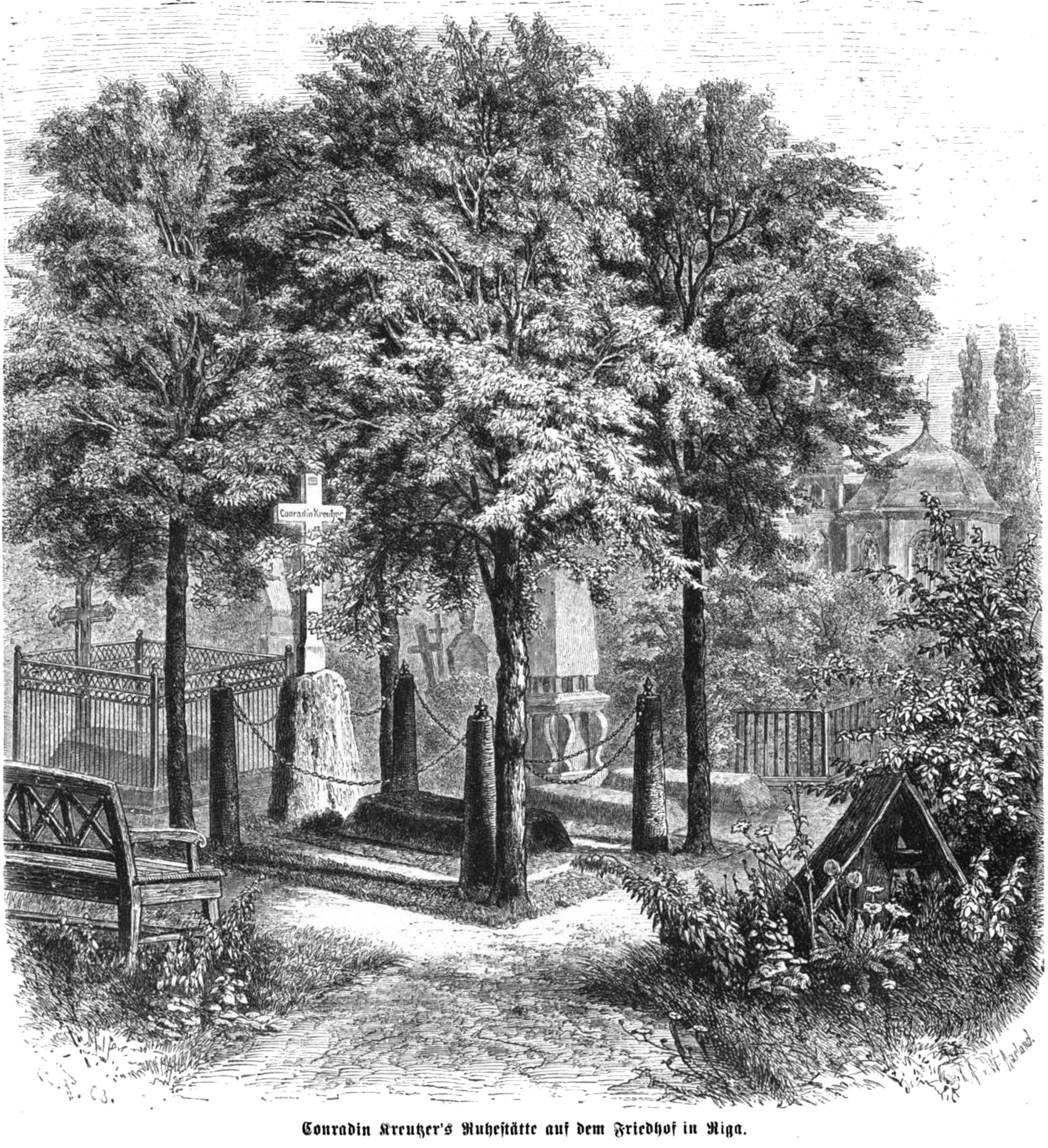
Tumba de piedra de Conradin Kreutzer en el cementerio de la iglesia de San Francisco en Riga. Die Gartenlaube (1868)